# 成瀬善久
成瀬 善久（なるせ よしひさ、1985年10月13日 - ）は、栃木県小山市出身のプロ野球選手（投手）。左投左打。
現在は、BCリーグ・栃木ゴールデンブレーブスに在籍している。所属事務所はライツ。

## 経歴

### プロ入り前
小山市立桑中学校在学時はエースとして第22回全国中学校軟式野球大会に出場。1試合16奪三振と毎回奪三振の大会記録を樹立しチームを全国第3位に導く。なお、同中学の2年先輩には、後に東京ヤクルトスワローズと栃木ゴールデンブレーブスでチームメイトとなる飯原誉士がおり、成瀬が1年時のエースは飯原だった。
横浜高等学校時代は度重なる故障に悩まされたが、第75回選抜高等学校野球大会で3回戦の明徳義塾を破ると勢いに乗って、準優勝。決勝では西村健太朗 - 白濱裕太のバッテリーを擁する広陵高校と対戦。先発した1学年下の涌井秀章をリリーフしたが共に打ち込まれ、3-15という大敗を喫した。第85回全国高等学校野球選手権大会神奈川県大会では決勝進出を果たすも給前信吾と、1学年下に田澤純一を擁する横浜商大高校に敗れ春夏連続出場を逃した。高校時代の同期に荒波翔がいる。
2003年度ドラフト会議で千葉ロッテマリーンズから6巡目指名を受けて入団。背番号は60。

### ロッテ時代
2004年は故障の影響もありシーズン前半を棒に振る。
2006年5月17日に一軍昇格し、対横浜ベイスターズ戦でプロ初登板初先発初勝利を飾る。翌年シーズン最後の登板では初完封を達成し、結果的に13試合全て先発登板で5勝を挙げ先発ローテーション定着を果たす。同年シーズン終了後の阪神タイガースとのファーム日本選手権に登板し、喜田剛 - 桜井広大 - 藤原通に3者連続本塁打を打たれ敗戦投手となった。
2007年は開幕ローテーション入りし、16勝1敗、防御率1.82。オールスターゲームに出場、月間MVPを2度受賞し、最優秀防御率、最優秀投手を獲得した。この年の黒星は交流戦(横浜戦)のみで、パ・リーグ球団との試合では無敗であった。しかし、北海道日本ハムファイターズとのクライマックスシリーズ第2ステージ最終戦では敗戦を喫した。援護率5.64はリーグトップで、与四球27は規定投球回に到達した投手では武田勝の17についで2位。ちなみに、防御率1点台、勝率9割台でシーズンを終えた投手が出たのは1959年の杉浦忠以来48年ぶり、2リーグ制以後では史上2人目である。西武・日本ハムには強く、それぞれ6勝0敗（7試合）・4勝（4試合）を挙げる一方で、東北楽天ゴールデンイーグルスには2試合先発して0勝0敗、防御率は4点台と相性が悪かった。北京五輪出場を目指す野球日本代表に招集され、台湾で行われた第24回アジア野球選手権大会第2戦・韓国代表との試合に先発。4回途中までで2失点。勝ち負けはつかなかったが、チームは勝利した。
2008年には背番号を17へ変更。北京オリンピック野球代表日本に選出され、第5戦（カナダ戦）に先発し、7回を被安打2、10奪三振、無失点で勝利した。大会通算19奪三振で奪三振王に輝いた。また交流戦（6月8日の東京ヤクルトスワローズ戦）では、投手としては珍しい三塁打を松井光介から放った。
2009年春季キャンプで故障し出遅れたが、オールスターゲーム後は無傷の7連勝を果たしてシーズンを終え、最終的にはチームトップの11勝を挙げた。この年の活躍が認められ、年俸1億円に到達した。
2010年は自身初の開幕投手として登板し、横浜高校の後輩でもある埼玉西武ライオンズの涌井秀章と投げ合い、5回まで無安打に抑えるも7回に2被弾（中島裕之とディー・ブラウン）を打たれ、逆転される。打線も1点に抑えられ、3安打2失点完投も敗戦投手となった。なお、ダルビッシュ有、岩隈久志も開幕投手として登板し完投負けを喫していたため、開幕投手が3人そろって完投負けしたこととなった。この珍事は実に50年ぶりとなる。シーズンではチーム最多の13勝を挙げ、203.2イニングを投げ完投7、無四球試合4、192奪三振、WHIPは1.02の好成績を残した。しかし、被本塁打が激増し29本を打たれ、11敗を喫した。対オリックス戦では7戦7勝と抜群の相性を誇り、最終戦でも勝利し、チームをCS進出に導いた。公式戦で唯一の完封も4月17日の千葉マリンスタジアムのオリックス戦で挙げている。

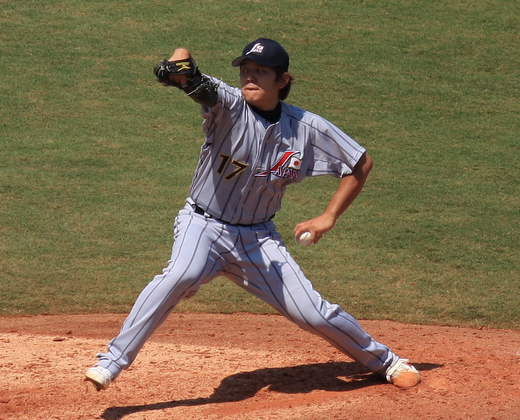
北京五輪での成瀬（2008年）

CSファイナルステージの対戦相手である福岡ソフトバンクホークスには、シーズンでは防御率こそ3.32だったものの0勝4敗と相性が悪かった。しかし、第1戦はファーストステージ第1戦（対西武、7回0/3、2失点）から中4日で1失点完投勝利を挙げると、更に最終戦となった第6戦にも連続中4日で登板し、4安打完封勝利を挙げるなど連勝。同制度下ではシーズン3位チーム初の日本シリーズ進出に大きく貢献し、MVPに輝いた。日本シリーズでも、第1戦と第6戦に先発し、第1戦では2失点に抑え勝利し、自身初の日本シリーズの勝利投手となった。
2011年はチームが低迷する中で、6完投を記録するなど10勝を挙げた。
2012年1月1日に自身の公式ブログにおいて「野球やめようか」と引退を示唆する書き込みが行われ騒動となるが、何者かの不正アクセスによる書き込みで引退はデマであるとブログや公式ツイッターなどで否定されている。7月21日のオールスター第2戦では、新変化球のナックルフォークを実戦で試投した。この年は最終的に12勝を挙げ、4年連続の2桁勝利となった。
2013年は、ケガの影響で14試合の登板にとどまり4年連続2桁勝利と6年連続規定投球回到達の記録が途絶えた。2014年6月23日に、前日に一般女性と結婚したことを発表。同年オフに、国内FA宣言を行った。

### ヤクルト時代
2014年11月27日に東京ヤクルトスワローズとの契約締結合意が公示された。背番号はロッテと同じ17。
2015年3月31日の阪神タイガース戦に先発し、初回に西岡剛に3点本塁打を打たれたがその後は無失点に抑え、5回3失点ながらも移籍後初勝利を挙げた。しかし、その後、7月31日の阪神戦に先発するも3回2/3を投げて5失点（自責点4）と不調で8月1日に登録を抹消された。被本塁打もわずか80イニングに満たないにもかかわらずリーグワースト2と改善されることなく、勝利投手となったゲームでも3失点以上を喫するなど登板する度に打ち込まれる試合が続いた。12月7日の契約更改では現状維持の1億4400万円で更改。
2017年は3年契約の最終年だったが左内転筋の肉離れの影響で開幕を二軍で迎える。12試合の登板に留まり一軍登板で初の未勝利に終わり、契約更改で1億2400万円減の2000万円で更改した。
2018年には、一軍公式戦での登板がなく、10月2日に球団から戦力外通告を受けた。成瀬自身はNPB他球団での現役続行を希望していたため、11月13日にはタマホームスタジアム筑後で催された12球団合同トライアウトに参加。対戦した3人の打者から2本の安打を打たれたものの、トライアウトの直後には、地元球団の栃木ゴールデンブレーブス（ベースボール・チャレンジ・リーグ）から獲得のオファーを受けた。この年から選手兼コーチとして栃木球団に在籍し、前述の通り、中学の先輩でヤクルト時代のチームメイトでもある飯原誉士を通じてのオファーだったことから、一時はNPBへの復帰を視野に同球団へ入ることを検討していた。

### オリックス時代
2018年12月13日に、ロッテ時代の監督だったオリックス・バファローズの西村徳文新監督が、2019年の春季キャンプ期間中に成瀬の入団テストを実施することを発表。
2019年、キャンプの第1クール期間中だった2月4日に、入団テストを兼ねてシートバッティングに登板したところ、オリックスへの入団が決まった。背番号は46。当初は第2クールまでテストを実施する予定だったが、シートバッティングを視察した首脳陣に制球力を高く評価されたことから、3人の打者に投げただけで入団が決まった。同月6日付で、日本野球機構から支配下登録選手として公示。5月4日に一軍昇格し、同日のホークス戦に移籍後初先発するも、3回途中4失点と結果を残せずに二軍再調整となった。再昇格後の5月25日の楽天戦では6回途中1失点と好投したものの勝敗はつかず。10月2日に戦力外通告を受けた。

### BCリーグ・栃木時代
2019年11月15日、「ベースボール・チャレンジ・リーグの栃木ゴールデンブレーブスへ入団の意向」と報じられたのち、NPBからの自由契約公示後の12月3日、選手兼任投手コーチとして入団することが栃木球団から正式に発表された。背番号は60。
2021年1月15日、背番号を17に変更することが発表された。
2022年からは投手総合コーチ、2023年からは2024年まではヘッドコーチを兼任、コーチ職の割合が高まったこともあり、2023年と2024の試合出場数は1ケタに激減した。
2025年は、ヘッドコーチに山森雅文が就任したことからコーチ職を解かれ、選手専任登録になった。

## 選手としての特徴
ボールの出所を隠しながらゆったりしたモーションからのスリークォーターで投球する変則的なフォームで打者のタイミングを外し、平均球速約133km/h、最速147km/hのストレートとチェンジアップ、通算与四球率1.71の抜群の制球力を武器に三振を奪い、スライダーとカーブも投げ分ける。カーブは2007年以来コントロールに自信がないという理由で封印していたが、2010年に投手コーチに就任した西本聖に「完璧にコントロールできなくてもいい。変化も大きくて使える」と助言されたことで投げ始めた。投球時のテイクバックが小さく、手首の曲げ具合が招き猫の上げた前脚に似ており、「招き猫投法」と呼ばれることもある。この投球フォームについて、「和田選手の出所を隠す部分と杉内選手のゆったりした部分を足したフォーム」であると語っていた。

## 人物
ニックネームは「にゃー」（自身の独特な投球フォームに由来）。これにちなみ、2008年シーズンからのマッチデープログラムでは、終了した清水直行のエッセイ『やるしかないねん』の跡を継ぎ『なんとかニャルセ』を担当。

## 詳細情報

### 年度別投手成績
| 年 度      | 球 団      | 登 板 | 先 発 | 完 投 | 完 封 | 無 四 球 | 勝 利 | 敗 戦 | セ 丨 ブ | ホ 丨 ル ド | 勝 率 | 打 者 | 投 球 回 | 被 安 打 | 被 本 塁 打 | 与 四 球 | 敬 遠 | 与 死 球 | 奪 三 振 | 暴 投 | ボ 丨 ク | 失 点 | 自 責 点 | 防 御 率 | W H I P |
| ---------- | ---------- | ----- | ----- | ----- | ----- | -------- | ----- | ----- | -------- | ----------- | ----- | ----- | -------- | -------- | ----------- | -------- | ----- | -------- | -------- | ----- | -------- | ----- | -------- | -------- | ------- |
| 2006       | ロッテ     | 13    | 13    | 2     | 1     | 0        | 5     | 5     | 0        | 0           | .500  | 326   | 78.1     | 75       | 6           | 21       | 0     | 4        | 83       | 2     | 0        | 33    | 30       | 3.45     | 1.23    |
| 2007       | ロッテ     | 24    | 24    | 6     | 4     | 2        | 16    | 1     | 0        | 0           | .941  | 675   | 173.1    | 132      | 10          | 27       | 0     | 4        | 138      | 0     | 0        | 36    | 35       | 1.82     | 0.92    |
| 2008       | ロッテ     | 22    | 22    | 3     | 0     | 0        | 8     | 6     | 0        | 0           | .571  | 616   | 150.2    | 126      | 12          | 35       | 0     | 3        | 119      | 3     | 0        | 57    | 54       | 3.23     | 1.07    |
| 2009       | ロッテ     | 23    | 22    | 5     | 1     | 2        | 11    | 5     | 0        | 0           | .688  | 627   | 153.2    | 146      | 14          | 28       | 1     | 3        | 156      | 2     | 0        | 61    | 56       | 3.28     | 1.13    |
| 2010       | ロッテ     | 28    | 28    | 7     | 1     | 4        | 13    | 11    | 0        | 0           | .542  | 817   | 203.2    | 173      | 29          | 34       | 2     | 4        | 192      | 8     | 1        | 78    | 75       | 3.31     | 1.02    |
| 2011       | ロッテ     | 26    | 26    | 6     | 3     | 4        | 10    | 12    | 0        | 0           | .455  | 765   | 189.2    | 188      | 15          | 18       | 0     | 1        | 151      | 3     | 0        | 75    | 69       | 3.27     | 1.09    |
| 2012       | ロッテ     | 28    | 28    | 5     | 2     | 1        | 12    | 11    | 0        | 0           | .522  | 806   | 200.2    | 176      | 21          | 34       | 1     | 2        | 122      | 4     | 0        | 71    | 63       | 2.83     | 1.05    |
| 2013       | ロッテ     | 14    | 14    | 1     | 0     | 0        | 6     | 4     | 0        | 0           | .600  | 364   | 87.0     | 81       | 13          | 25       | 1     | 2        | 51       | 1     | 0        | 36    | 29       | 3.00     | 1.22    |
| 2014       | ロッテ     | 23    | 23    | 2     | 0     | 0        | 9     | 11    | 0        | 0           | .450  | 614   | 142.2    | 153      | 18          | 41       | 0     | 4        | 88       | 4     | 1        | 78    | 74       | 4.67     | 1.36    |
| 2015       | ヤクルト   | 14    | 14    | 0     | 0     | 0        | 3     | 8     | 0        | 0           | .273  | 339   | 79.1     | 83       | 16          | 21       | 0     | 1        | 46       | 2     | 0        | 46    | 42       | 4.76     | 1.31    |
| 2016       | ヤクルト   | 22    | 10    | 0     | 0     | 0        | 3     | 2     | 0        | 0           | .600  | 319   | 72.1     | 82       | 13          | 27       | 1     | 5        | 42       | 1     | 0        | 46    | 45       | 5.60     | 1.49    |
| 2017       | ヤクルト   | 12    | 1     | 0     | 0     | 0        | 0     | 1     | 0        | 0           | .000  | 70    | 16.2     | 16       | 4           | 5        | 0     | 0        | 10       | 0     | 0        | 11    | 10       | 5.40     | 1.26    |
| 2019       | オリックス | 6     | 4     | 0     | 0     | 0        | 0     | 1     | 0        | 0           | .000  | 90    | 19.2     | 24       | 3           | 8        | 0     | 1        | 13       | 0     | 0        | 16    | 16       | 7.32     | 1.63    |
| 通算：13年 | 通算：13年 | 255   | 229   | 37    | 12    | 13       | 96    | 78    | 0        | 0           | .552  | 6428  | 1567.2   | 1455     | 174         | 324      | 6     | 34       | 1211     | 30    | 2        | 644   | 598      | 3.43     | 1.13    |

- 2022年度シーズン終了時
- 各年度の太字はリーグ最高

### タイトル
- 最優秀防御率：1回（2007年）
- 最高勝率：1回（2007年） ※最優秀投手として表彰

### 表彰
- 最優秀投手：1回（2007年）
- 月間MVP：2回（投手部門：2007年7月、9月）
- 最優秀バッテリー賞：1回（2007年 捕手：里崎智也）
- クライマックスシリーズファイナルステージMVP：1回（2010年）

### 記録
初記録
投手記録
- 初登板・初先発・初勝利：2006年5月17日、対横浜ベイスターズ2回戦（横浜スタジアム）、6回2/3を3失点（自責点2）
- 初奪三振：同上、1回裏に石井琢朗から空振り三振
- 初完投勝利：2006年6月14日、対横浜ベイスターズ5回戦（千葉マリンスタジアム）、9回2失点
- 初完封勝利：2006年9月18日、対オリックス・バファローズ19回戦（千葉マリンスタジアム）

打撃記録
- 初安打：2007年5月31日、対広島東洋カープ2回戦（しまなみ球場）、4回表に高橋建から遊撃内野安打
- 初打点：2016年5月20日、対横浜DeNAベイスターズ9回戦（明治神宮野球場）、5回裏に井納翔一から中前適時打

節目の記録
- 1000投球回：2012年5月11日、対福岡ソフトバンクホークス7回戦（QVCマリンフィールド）、4回表三死目に小久保裕紀を遊撃ゴロ ※史上325人目[34]
- 1000奪三振：2013年6月1日、対読売ジャイアンツ4回戦（QVCマリンフィールド）、3回表に寺内崇幸を見逃し三振 ※史上134人目[35]

その他の記録
- 開幕投手：5回（2010年 - 2014年）
- オールスターゲーム出場：3回（2007年、2008年、2012年）

### 独立リーグでの投手成績
| 年 度     | 球 団     | 登 板 | 先 発 | 完 投 | 完 封 | 無 四 球 | 勝 利 | 敗 戦 | セ 丨 ブ | ホ 丨 ル ド | 勝 率 | 打 者 | 投 球 回 | 被 安 打 | 被 本 塁 打 | 与 四 球 | 敬 遠 | 与 死 球 | 奪 三 振 | 暴 投 | ボ 丨 ク | 失 点 | 自 責 点 | 防 御 率 | W H I P |
| --------- | --------- | ----- | ----- | ----- | ----- | -------- | ----- | ----- | -------- | ----------- | ----- | ----- | -------- | -------- | ----------- | -------- | ----- | -------- | -------- | ----- | -------- | ----- | -------- | -------- | ------- |
| 2020      | 栃木      | 12    | 6     | 0     | 0     | 0        | 2     | 0     | 0        | 0           | 1.000 | 145   | 39.0     | 25       | 0           | 6        | -     | 0        | 40       | 1     | 0        | 5     | 5        | 1.15     | 0.79    |
| 2021      | 栃木      | 14    | 5     | 0     | 0     | 0        | 2     | 0     | 1        | 0           | 1.000 | 129   | 31.1     | 33       | 2           | 5        | -     | 0        | 28       | 1     | 0        | 15    | 6        | 1.72     | 1.21    |
| 2022      | 栃木      | 11    | 5     | 0     | 0     | 0        | 3     | 1     | 0        | 0           | .750  | 138   | 33.1     | 39       | 0           | 1        | -     | 0        | 26       | 1     | 0        | 11    | 8        | 2.16     | 1.20    |
| 2023      | 栃木      | 5     | 4     | 0     | 0     | 0        | 1     | 0     | 0        | 0           | 1.000 | 89    | 22.0     | 21       | 2           | 2        | -     | 0        | 24       | 1     | 0        | 10    | 9        | 3.68     | 1.05    |
| 2024      | 栃木      | 6     | 5     | 0     | 0     | 0        | 1     | 2     | 0        | 0           | .333  | 106   | 26.0     | 26       | 1           | 4        | -     | 0        | 17       | 0     | 0        | 7     | 4        | 1.38     | 1.15    |
| 通算：5年 | 通算：5年 | 48    | 25    | 0     | 0     | 0        | 9     | 3     | 1        | 0           | .750  | 607   | 151.2    | 144      | 5           | 18       | -     | 0        | 135      | 4     | 0        | 48    | 32       | 1.90     | 1.07    |

- 2024年度シーズン終了時

### 背番号
- 60（2004年 - 2007年、2020年）
- 17（2008年 - 2018年、2021年 - ）
- 46（2019年）

### 登場曲
- 「ARIGATOH」EELMAN